# Harley-Insel
Die Harley-Insel (russisch Остров Харли, Ostrow Charli)  ist eine unbewohnte Insel des zu Russland gehörenden arktischen Franz-Josef-Lands. Administrativ gehört sie zur Oblast Archangelsk.

## Geographie
Die Harley-Insel liegt im Norden des Archipels Franz-Josef-Land, etwa 16 Kilometer westlich der Jackson-Insel. Sie ist 11 Kilometer lang und bis zu 1,5 Kilometer breit. Die Insel ist relativ flach und in ihrem Mittelteil von einer Eiskappe bedeckt, die eine Höhe von 82 Metern erreicht. Die eisfreien Bereiche sind bis zu 35 Metern hoch. Die nächstgelegenen Inseln sind die Lewanewski-Insel im Süden und die Ommanney-Insel im Nordosten.

## Geschichte
Entdeckte wurde die Insel von der Jackson-Harmsworth-Expedition, die sie im Frühjahr 1895 auf einer Schlittenreise zur Jackson-Insel sichtete. Frederick Jackson benannte die Insel nach dem schottischen Arzt George Harley (1829–1896). Im Juni 1900 fuhr ein Hundeschlitten der Nordpolexpedition von Luigi Amedeo di Savoia-Aosta mit der Stella Polare an der Westküste der Insel entlang.